# Balaur

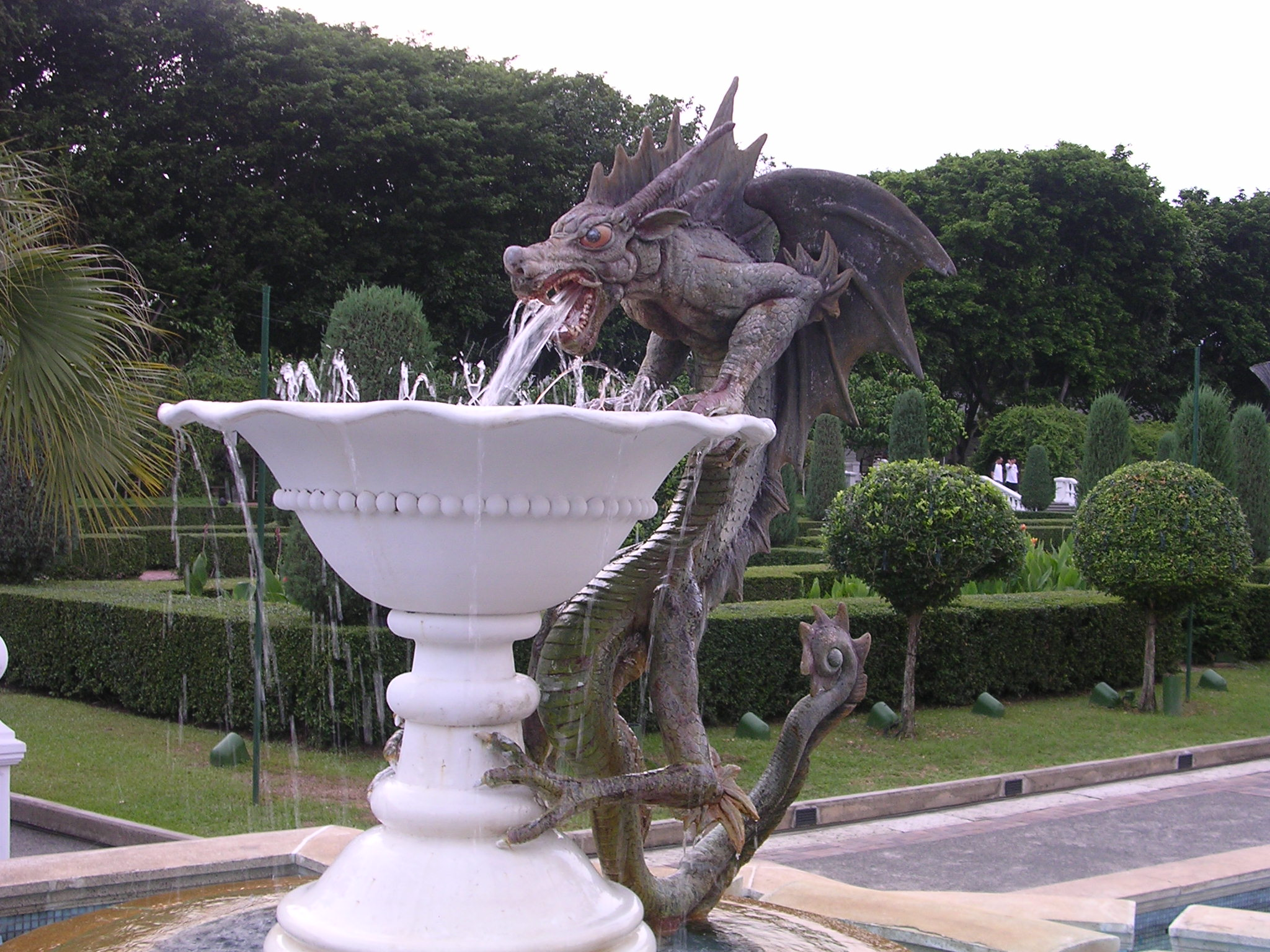
Balaur pe insula Sentosa (Singapore)

Un balaur este, în mitologia românească, un animal fantastic de dimensiune uriașă, de multe ori are forma unui șarpe cu aripi, picioare și mai multe capete de șarpe (în general trei, șapte, nouă sau chiar douăsprezece), reprezentând o întruchipare a răului și este prezent în majoritatea basmelor românești. În folclorul românesc apare adesea sub numele de Laur-Balaur.
Tudor Pamfile identifică trei tipuri de balauri în mitologia românească :
- de apă - cel care trăiește în fântâna satului și care este ucis de Busuioc sau de Sfântul Gheorghe.
- de uscat - trăiește prin prăpăstii prin "țara armenească" și făurește "piatra scumpă"
- de văzduh - alăturați norilor de furtună și controlați de câte un solomonar

În alte mitologii, poate fi asemănat cu dragonul european sau cu hidra din mitologia greacă.
Etimologia cuvântului dacă o căutăm în limba greacă (drákon "cel ce te fixează cu privirea") ar defini o ființă imaginară un amestec de șarpe, crocodil și leu, o ființă cu unul sau mai multe capete, care scuipă foc.

## Balaur în mitologia și culturaeuropeană

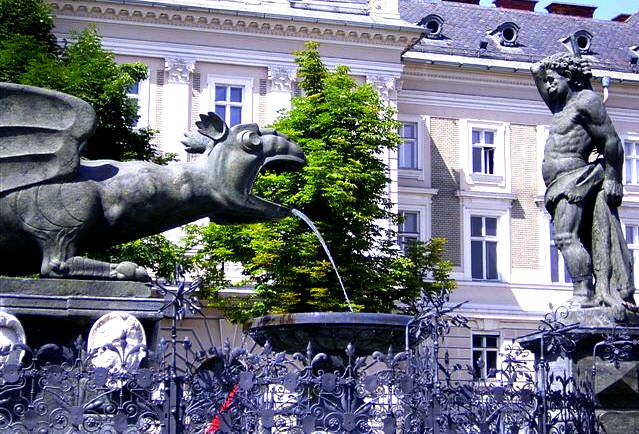
"Lindwurm" în Klagenfurt (Austria)

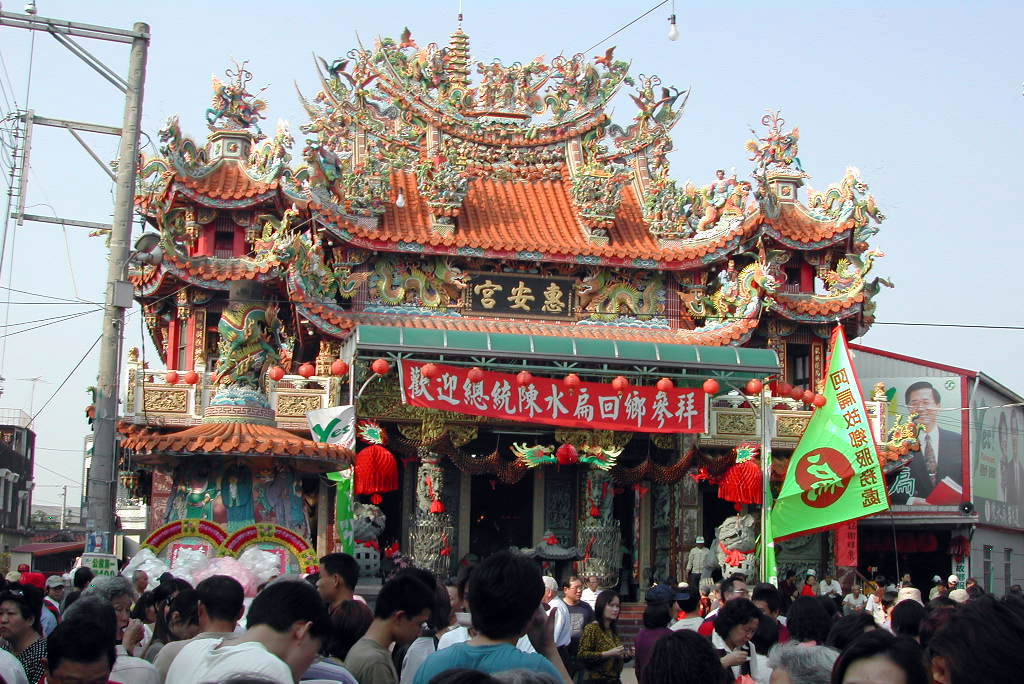
Templul Hui-an (Taiwan), având capete de dragoni (aducători de noroc în cultura chineză)

Steagul galez

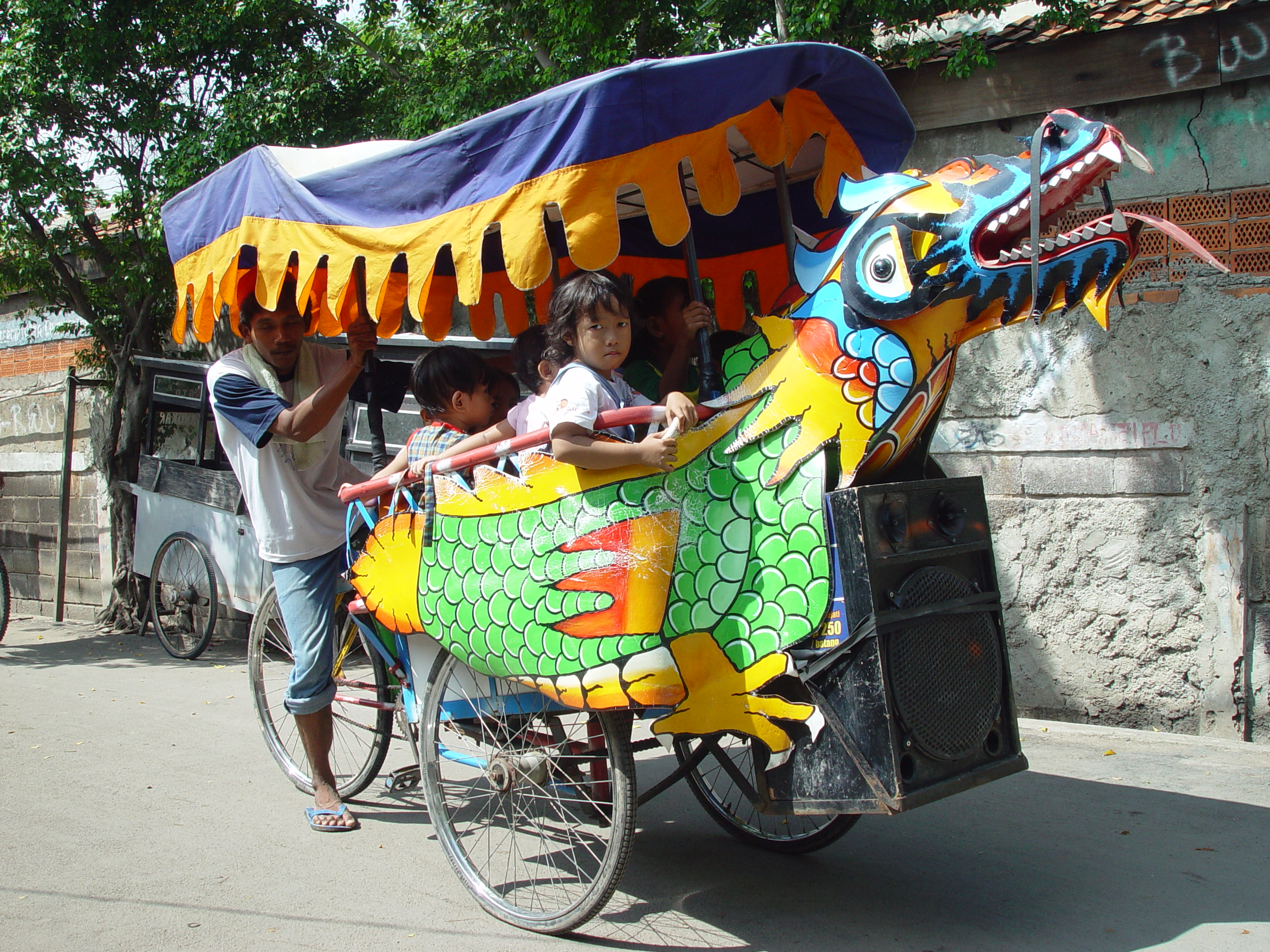
O Bicicletă cu dragon în Indonezia

Istorisirile cu balauri sunt amintite deja în timpurile vechi a Mesopotamiei și Egiptului antic preluat de greci, iar ulterior de romani.
Unii fac legătura dintre balaur și animalele preistorice (dinozauri) ale căror oase au fost dezgropate cu o mare probabilitate și în lumea antică.
Mai târziu aceste figuri mitologice au fost folosite în scopuri politice și religioase de către preoții din Antichitate.

## Etimologia numelui
Daca o căutam in limba greaca, etimologia cuvântului ( drakon "cel ce te fixează cu privirea" ) ar defini o ființa imaginara, o combinație intre șarpe, crocodil si leu, o ființa cu unul sau mai multe capete care scuipa foc.

## Caracteristici fizice
Balaurii sunt de mai multe feluri. Unii sunt monstruoși, au de la 2 până la 9 capete fiecare cu câte o limbă de foc, cu gheare lungi și puternice și o coadă pe măsura monstruozității lor și uneori chiar și aripi. Unii dintre aceștia aveau un aspect cu totul diferit. La aceștia din urmă, corpul este asemănător cu al șerpilor. El este acoperit cu solzi roșii, verzui sau galbeni. După alte povestiri, balaurii ar fi fost pe jumătate oameni, jumătate șarpe cu solzi de pește. În Munții Apuseni se crede că are capul unui cal și corpul unui șarpe, iar în alte zone românești, are capul unui taur.

## Apariția balaurilor
După cum afirma Elena Niculita-Voronca, poporul roman este de părere ca balaurul se face din șarpe, cu condiția ca timp de 7-12 ani acesta să nu fi fost văzut de nimeni și să nu fi mușcat pe nimeni. Atunci el este înzestrat cu picioare și aripi. Când iese din pădure, copacii se dau în lături, iar balaurul se ridică în nori. Are capacitatea de a înghiți și un copil și are solzi de peste de mărimea unei palme.

## Legenda Sf. Gheorghe și balaurul
În multe icoane creștine Sf. Gheorghe este adeseori înfățișat călare, înfigându-și sulița într-un balaur, uneori făcându-și apariția o tunară femeie, care urmărește de la mare distanță sângerosul război. În interpretarea obișnuită se spune că balaurul sau dragonul îl reprezintă atât pe Satana, cât și Imperiul Roman, femeia din fundal fiind nimeni alta decât Alexandra, soția împăratului Dioclețian. Este spus că această legendă ar fi fost adusă pe tărâmurile europene de către cruciați. Cea mai veche reprezentare a acestei scene este o icoană din Capadocia, de la începutul secolului al XI-lea, iar cel mai vechi document care atestă această confruntare apare într-un text georgian din secolului al XI-lea.
Potrivit povestirii, un balaur, dragon sau crocodil își făcuse culcuș deasupra izvorului ce oferea apă orașului Silene. Pentru a putea avea apă, persoanele din acea regiune l-au înduplecat pe balaur oferindu-i mai întâi câte o oaie și apoi câte o fecioară. Femeia ce urma să fie sacrificată era aleasă prin tragere la sorți. Într-o zi, destinul a decis să fie jertfită o prințesă. Chiar dacă tatăl ei a protestat, fata a fost adusă în fața balaurului, însă chiar atunci și-a făcut apariția Sf. Gheorghe. Acesta s-a apărat cu semnul crucii, a înfruntat și a ucis lighioana, salvând-o astfel de la moarte. Uimiți de această faptă, locuitorii din Silene au părăsit credința lor păgână și s-au convertit la creștinism. În povestirile romantice din Evul Mediu, sulița cu care Sf. Gheorghe a ucis balaurul purta numele de Ascalon, de la orașul Ashkelon din Levant.

## Lupta dintre bine și rău
În mitologie și în genurile literare înrudite sunt istorisiri cu lupte cu balauri, ca de exemplu:
În Orientul Apropiat, perioada antică:
- Ninurta care învinge un balaur veninos (un amestec de leu și șarpe)
- Lupta lui Baal cu marea
- Lupta zeului hitit Teshub cu Illuyanka
- Marduk împotriva lui Tiamat

În mitologia greacă și cea romană:
- Apollo împotriva lui Python
- Hercule împotriva Hydrei
- Zeus împotriva lui Typhon

În mitologia Egiptului antic:
- Ra împotriva lui Apophis

În mitologia scandinavă:
- Beowulf împotriva balaurului care scuipă foc
- Siegfried împotriva lui Fafnir (Cântecul Nibelungilor)
- Thor împotriva lui Jormungandr (Ragnarök)

În creștinism:
- Lupta raiului contra iadului
- Legenda Sfântului Gheorghe care ucide balaurul
- În folclorul vlahilor din Serbia:
  - Sfântul Ilie contra lui Satana, "mama dracilor"[2]
  - Sfântul Ilie contra "jâdanilor" (evreilor)[3]

În literatura modernă:
- Túrin împotriva lui Glaurung (cartea Silmarillion a lui J.R.R. Tolkien)